# エルズィンジャン県
エルズィンジャン県（エルズィンジャンけん、トルコ語: Erzincan ili、クルド語: Parezgêha Erzînganê）は、トルコ、東アナトリア地方の県。県都はエルズィンジャン。1939年12月27日にM7.8のエルジンジャン地震によって破壊されたが、その後復興している。

## 下位自治体
エルズィンジャン県には9つの下位自治体がある
- エルズィンジャン（Erzincan）
- チャユルル（Çayırlı）
- イリチ（İliç）
- ケマフ（Kemah）
- ケマリイェ（Kemaliye）
- オトルクベリ（Otlukbeli）
- レファヒイェ（Refahiye）
- テルジャン（Tercan）
- ユジュムリュ（Üzümlü）